# ボリル

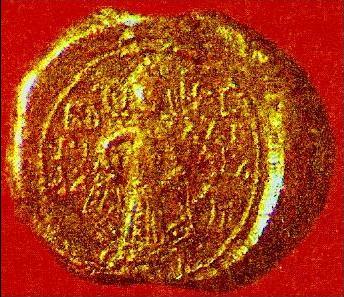
ボリル

ボリル（ブルガリア語: Борил, Boril）は第二次ブルガリア帝国の皇帝（ツァール、在位：1207年 - 1218年）。皇帝カロヤン・アセンの姉妹の子で、カロヤンの甥にあたる。

## 生涯

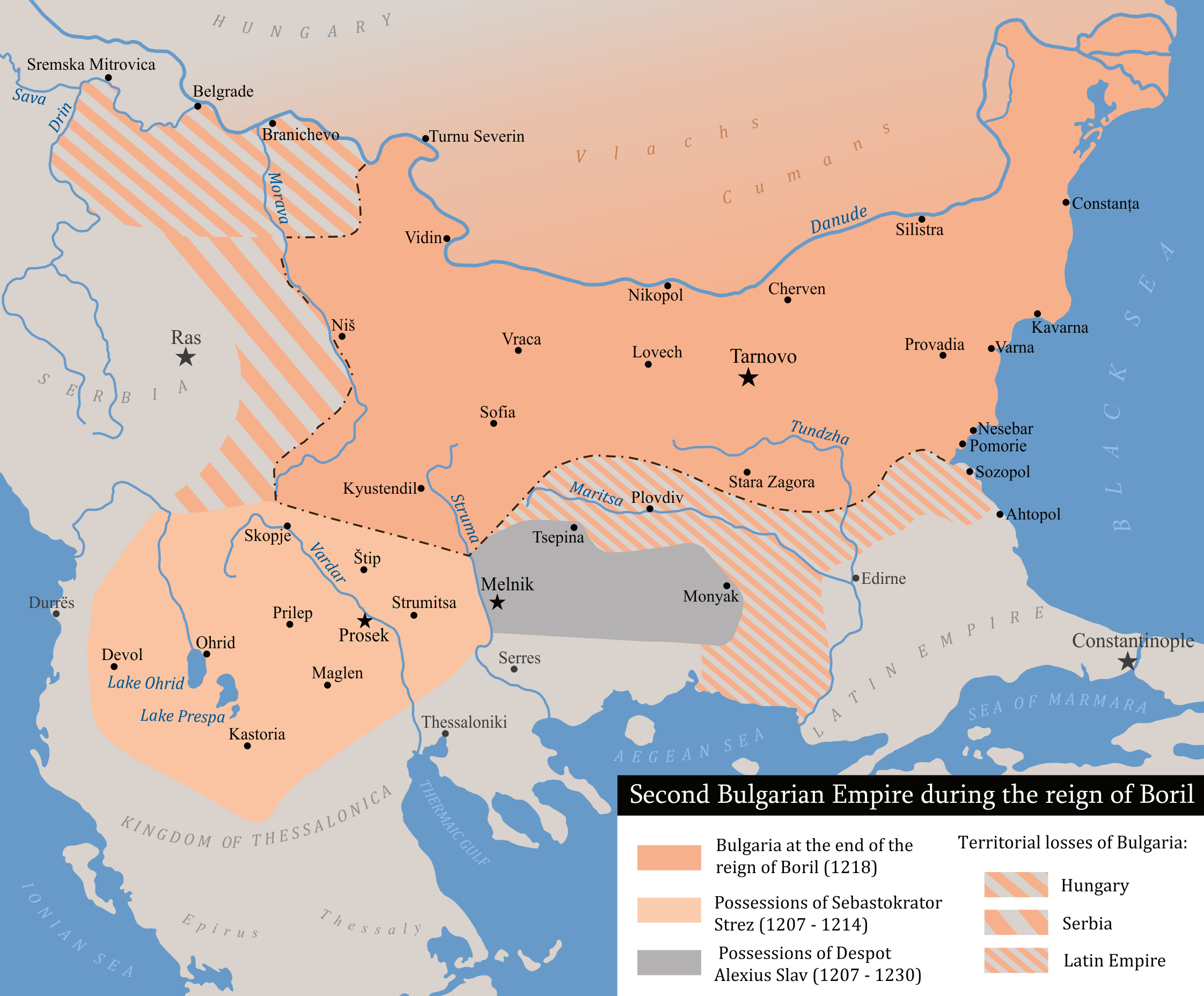
ボリル在位中のブルガリアの支配領域

1207年にカロヤンがテッサロニキ包囲中に暗殺された後、カロヤン暗殺の計画に加わっていたボリルが帝位に就いた。ボリルが帝位に就いた後、カロヤンの二人の息子アレクサンダルとイヴァン（イヴァン・アセン2世）は国外に亡命し、クマン人の保護下、次いでガーリチ・ヴォルイニ公国に逃れる。即位したボリルは地位を固めるため、カロヤンの未亡人と結婚した。
治世の初期に、ボリルは一族の反乱に直面する。ボリルの兄弟のドブロミル・ストレスはセルビアの大ジュパンステファン・ネマニッチの支援を受けて、マケドニアのプロセクを拠点として反乱を起こした。1207年にはロドピ山脈南部のメルニクの統治官アレクシィ・スラフが、ラテン帝国と同盟して独立を宣言した。軍事衝突と和平を交渉を経て、1209年にストレスはデスポト（専制公）の一つ下の地位であるセヴァストクラトルの称号を認められ、1214年に没するまでボリルと同盟を結んだ。
ボリルは、カロヤン時代の反ラテン帝国政策を継承した。ボルイ（Boruy）の戦闘ではラテン帝国に勝利を収めたが、フィリッポポリス（プロヴディフ）の戦闘でラテン皇帝アンリ1世に敗れ、状況はより悪化する。敗戦の結果、トラキア北部とロドピ山脈の城塞がラテン帝国の支配下に入った。バルカン山脈南部におけるブルガリアの影響力は消滅し、ストレスの反乱はマケドニアに多大な被害をもたらした。
1211年/13年、ヴィディンの4人のクマン人貴族がボリルに対して新たに反乱を起こした。ボリルは独力で反乱を鎮圧することができず、セルビア、ラテン帝国、半独立のボヤール（大貴族）から支援は得られなかった。ボリルはハンガリーに助けを求め、シビウのヨアキムがヴィディンの反乱軍を撃破し、町を制圧した。だが、ボリルはハンガリーに支援の代償としてベオグラードを割譲しなければならなかった。
ボリルへの不満は貴族だけでなく下層の民衆にも広がり、ボゴミール派の拡大という形で表れた。1211年にボリルは首都タルノヴォで反ボゴミール派の集会を開く。ボゴミール派からの改宗を拒んだ者には厳罰が加えられたが、ブルガリア社会に定着していたボゴミール派の根絶は不可能だった。ガリツィアに亡命したイヴァンがブルガリア皇帝位を要求するようになると、ボリルは妻を亡くしたアンリ1世に自分の義理の娘（妻と前夫カロヤンとの間の娘）との結婚を提案した。アンリはカロヤンの血族との結婚を渋ったが、ラテン帝国の貴族の説得とローマ教皇インノケンティウス3世の仲介によって、1213年にブルガリアとラテン帝国の婚姻同盟が成立した。花嫁は多くの贈物を携えて、ラテン帝国の首都コンスタンティノープルに送られた。
ラテン帝国、ハンガリー王国、エピロス専制侯国と同盟したボリルはセルビアとの戦争に引きずり込まれ、1214年にストレスを殺害した後に戦況はやや好転する。しかし、同1214年にブルガリア・ラテン連合軍はセルビアとの戦闘で敗北する。1216年にアンリ1世が没し、1217年にハンガリー王アンドラーシュ2世が第5回十字軍に参加するため中東に赴き、強力な支持者を失ったボリルはブルガリアに取り残された。1217年にロシアの傭兵を率いたイヴァンがガリツィアから帰国し、イヴァンに敗れたボリルはタルノヴォに籠城する。7か月に及ぶ包囲の末にボリルはタルノヴォを放棄し、イヴァンがブルガリア皇帝位を勝ち取った。脱出の際にボリルは捕縛され、盲目にされて修道院に幽閉された。